# Cala Gran (Baleares)

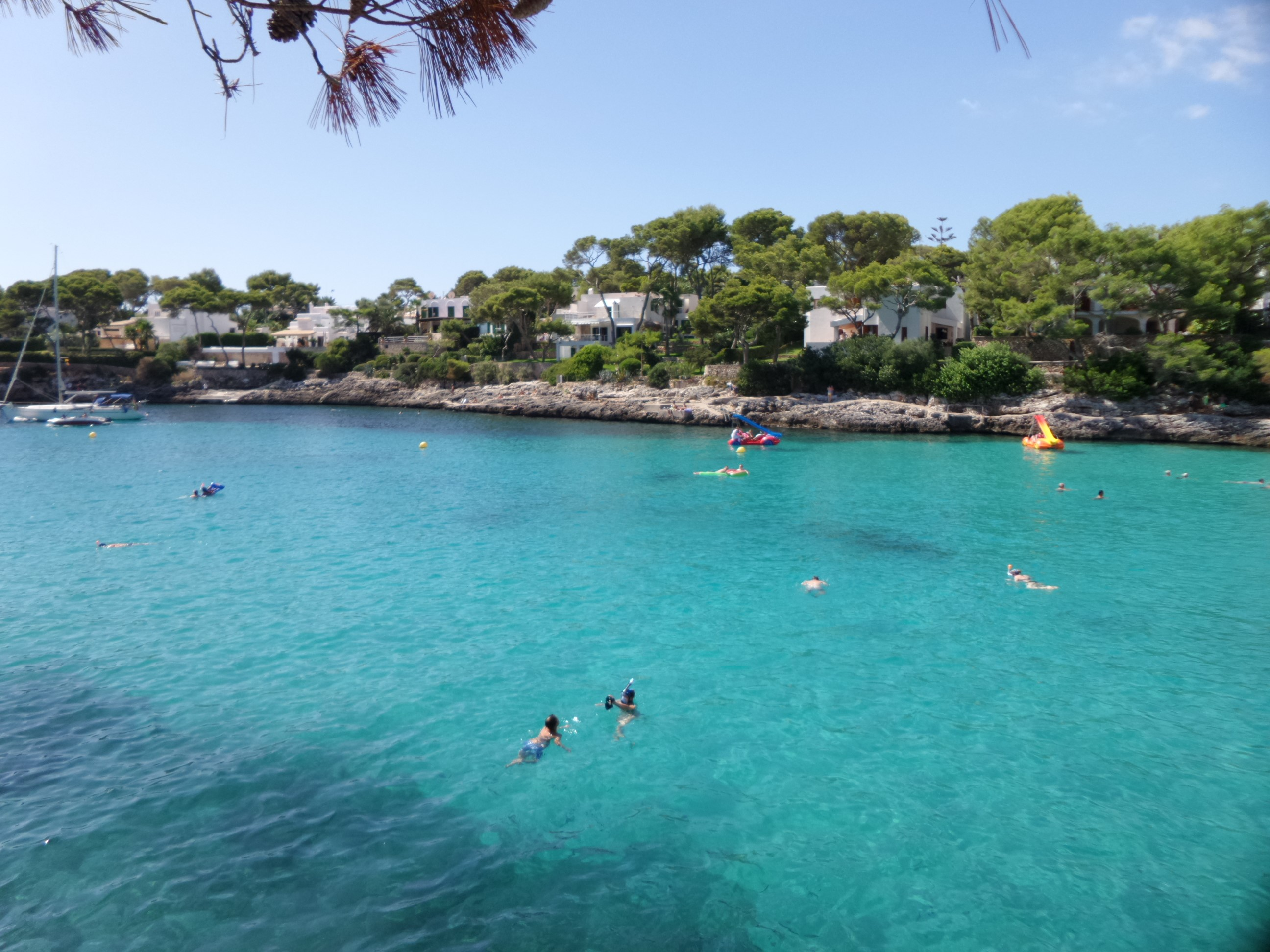
Vista de cala Gran.

Cala Gran es una playa que está situada en la localidad española de Cala d'Or, municipio de Santañí, Mallorca. Se trata de una playa urbana de arena blanca, que a causa del turismo presenta un elevado grado de ocupación durante la época estival.
Recibe su nombre por ser la mayor de todas las calas que forman parte del pueblo. Esta playa se caracteriza por su estrechez, sus paredes acantiladas, su arena fina, su frondoso pinar que le rodea por los lados, y la tranquilidad de sus aguas.
Este entorno natural lo comparten chalés bien integrados en el paisaje con varios hoteles grandes situados en la parte trasera y en un costal de la playa, lo que la convierte en la más construida de la zona. Esta doble explotación urbanística ha motivado una gran afluencia de bañistas locales y turistas, los cuales se concentran a la orilla del mar, mientras que en la parte trasera desocupada se ha construido un parque infantil. A este hecho se debe añadir que el acceso por carretera es sencillo e incluso se puede llegar en autobús, cuya parada más próxima está a unos pocos metros de la playa.
Entre los hoteles que rodean la cala destacan el Hotel Cala Gran, el Rocador, el Sentido Tucán, el Ariel y el Prinsotel Alba.